# واشینگتن (اکلاهما)
واشینگتن(به انگلیسی: Washington) شهری در ایالت اکلاهما کشور ایالات متحده آمریکا است که جمعیت آن در سرشماری سال ۲۰۱۰ میلادی، ۶۱۸ نفر بوده‌است.